# Pojduniwka
Pojduniwka (ukr. Пойдунівка) – wieś na Ukrainie, w obwodzie charkowskim, w rejonie kupiańskim. W 2001 liczyła 16 mieszkańców, spośród których 12 posługiwało się językiem ukraińskim, a 4 rosyjskim.